# Mary Costa
Mary Costa, född 5 april 1930 i Knoxville, Tennessee, är en amerikansk skådespelare, operasångare (sopran) och Disney-legend. Hon kanske är mest känd för att ha gjort rösten åt Prinsessan Aurora i filmen Törnrosa.

## Filmer
- 1953 – Marry Me Again (Joan)
- 1957 – Den stora kuppen (Kay)
- 1959 – Törnrosa (Prinsessan Aurora)
- 1972 – The Great Waltz (Jetty Treffz)
- 2000 – Titus Andronicus (Mourner)